# Dicki Chhoyang
Dicki Chhoyang ou Dickyi Choeyang (tibétain : བདེ་སྐྱིད་ཆོས་དབྱིངས་ ; Wylie : bde skyid chos dbyings), née en 1966 à Mussoorie (Inde), est une femme politique tibétaine et l'actuelle ministre tibétaine des Affaires étrangères de l'Administration centrale tibétaine. 

## Biographie
Dicki Chhoyang naît à Mussoorie en Inde, en 1966. Elle émigre au Canada avec sa famille à l'âge de 4 ans. Elle grandit à Montréal, au Québec au Canada et commence à travailler pour la communauté tibétaine à un très jeune âge. Vers l'âge de 14 ans, elle effectue des traductions et est interprète du tibétain vers le français. Vers l'âge de 20 ans, elle travaille dans deux projets clés. Elle participe, d'une part, au premier documentaire canadien sur le Tibet intitulé Le Tibet : chant d'exil et réalisé par l'Office national du film du Canada et, d'autre part, au projet de réinstallation de Tibétains aux États-Unis. Elle en est une coordonnatrice et aide 21 Tibétains à se réinstaller dans le Connecticut. À partir de 27 ans, elle étudie et travaille 10 ans au Tibet et en Chine et devient une farouche défenseuse du Tibet. En décembre 1999, elle obtient à l'université de l'Indiana à Bloomington un MA, un diplôme universitaire en études sur l'Asie centrale pour ses recherches sur le terrain dans l'est du Tibet dans l'Amdo. En 2006, elle obtient également un M.Sc. de l'université de Guelph.
En relation avec la communauté entourant le nouveau Centre hospitalier de l'Université de Montréal, elle prend temporairement le mandat de travailler avec la communauté culturelle de Montréal et devient à ce titre administratrice de la Corporation de Développement Urbain (CDU) du Faubourg Saint-Laurent.
Candidate aux élections législatives en 2011, elle est élue du Corps électoral d'Amérique du nord, devenant ainsi parlementaire de la 15e Assemblée du Parlement tibétain en exil. En septembre 2011, elle est remplacée par Tashi Namgyal Khamsitsang quand elle est nommée ministre des Affaires étrangères tibétaine du 14e Kashag. Dicky Chhoyang occupe ses fonctions en partie depuis Montréal. En juillet 2012, dans le cadre d'une campagne de sensibilisation sur la situation au Tibet où des Tibétains s'immolent, elle fait une tournée à Taïwan, en Corée du Sud et au Japon.
En décembre 2014, elle en visite en France, se rend à Bègles, Bordeaux, Toulouse puis à Grenoble où Éric Piolle doit la recevoir à l'Hôtel de Ville, et à Paris.
En décembre 2015, Dicki Chhoyang visite le France pour la COP21. Le 9 décembre 2015, elle rencontre des réfugiés tibétains accueillis à Conflans-Sainte-Honorine sur la péniche Je Sers. Le même jour, Christian Souchon, président de l’association La Pierre Blanche, annonce que la préfecture a réquisitionné 50 places d’hôtel pour les Tibétains dormant sous des tentes.

## Publications
- (en) Dicki Tsomo Chhoyang, Tibetan-medium higher education in Qinghai, Indiana University, 1999
- (en) Dicki Tsomo Chhoyang, In Search of the Iron Rice Bowl: A Case Study of Tibetan Rural Household Investment in Higher Education as a Livelihood Strategy, University of Guelph, 2006